# Coccophagus obscurus
Coccophagus obscurus är en stekelart som beskrevs av John Obadiah Westwood 1833. Coccophagus obscurus ingår i släktet Coccophagus och familjen växtlussteklar. Inga underarter finns listade i Catalogue of Life.